# Julie d'Aiglemont
Julie d'Aiglemont, générale-marquise d'Aiglemont, née de Chastillonest (réf :  Isabelle Miller, La maison de Balzac) en 1792, est un personnage de La Comédie humaine d'Honoré de Balzac.

## Biographie de fiction
En 1813, Julie de Chastillon épouse, contre l'avis de son père, Victor d'Aiglemont, un colonel de cavalerie de la Garde impériale qui l'a éblouie lors d'une revue de cavalerie aux Tuileries. Après la déception des premiers jours de mariage, elle tombe dans un profond désespoir dont la vieille comtesse de Listomère-Landon tente de la distraire, mais celle-ci meurt et Julie se retrouve seule.
Un jeune lord d'une parfaite délicatesse, Arthur Ormond Grenville, entoure Julie de soins. Ils tombent amoureux l'un de l'autre. Mais, alors qu'il va être surpris dans son antichambre par le mari de Julie, le jeune lord, plutôt que de la compromettre, se laisse enfermer à l'extérieur de l'appartement où sa nature sensible ne résiste pas au froid. Il meurt, peu de temps après leur dernière entrevue, des suites d'une maladie contractée cette nuit-là.
Cet épisode tragique sera suivi de beaucoup d'autres. La vie de Julie n'est jalonnée que de malheurs : une fille aînée, Hélène, qu'elle n'aime pas et qui finira par s'enfuir avec un assassin ; un jeune enfant qui se noie, poussé dans la Bièvre par Hélène, sa sœur jalouse ; une fille cadette, Moïna, qui la méprise. Son seul bonheur est l'amour partagé avec Charles de Vandenesse, diplomate, frère aîné de Félix de Vandenesse. Julie aura de lui deux enfants adultérins — intégrés à la famille d'Aiglemont, leur père officiel —, la mort du plus jeune lui laissant un sentiment de culpabilité.
Vers 1842, Julie d'Aiglemont, restée veuve, marie sa fille cadette Moïna à un héritier d'une illustre maison. Julie a cinquante ans, elle habite le luxueux hôtel qu'elle a laissé à sa fille, se réservant seulement quelques pièces. Moïna la traite assez froidement. La mère découvre que sa fille a une liaison avec le fils légitime de Charles de Vandenesse, et possiblement son demi-frère. Écrasée de culpabilité et de remords, Julie, très diminuée physiquement, meurt en 1844 d'une crise cardiaque.

## Apparitions romanesques
Julie d'Aiglemont est le personnage central de La Femme de trente ans et apparaît dans :
- Le Contrat de mariage
- Les Employés ou la Femme supérieure
- Ursule Mirouët
- Le Lys dans la vallée (1836) lorsque Félix de Vandenesse se remémore les nombreux exemples de femmes malheureuses, parmi lesquelles se comptent aussi la vicomtesse de Beauséant, lady Brandon de La Grenadière, et Antoinette de Langeais.
- le père Goriot (cité).